# Lecanodiaspis sardoa
Lecanodiaspis sardoa är en insektsart som beskrevs av Targioni Tozzetti 1869. Lecanodiaspis sardoa ingår i släktet Lecanodiaspis och familjen Lecanodiaspididae. Inga underarter finns listade i Catalogue of Life.